# Mezinárodní mineralogická asociace
Mezinárodní mineralogická asociace (International Mineralogical Association, zkratka IMA) byla založena v roce 1958 a v současnosti sdružuje 39 národních společností. Jejím hlavním úkolem je klasifikace a standardizace více než 4000 druhů minerálů a popularizace mineralogie. IMA je členem Mezinárodní unie geologických věd (IUGS).

## Komise a pracovní skupiny
- Komise (Commissions)
  - Commission on Applied Mineralogy (CAM)[1] – Vznik iniciovala kolem roku 1979 Mezinárodní rada pro aplikovanou mineralogii (International Council for Applied Mineralogy – ICAM). Posláním IMA-CAM je koordinace a řízení konferencí, seminářů a dalších setkání věnovaných aplikované mineralogii, zaměřených zejména na zpracování minerálů, vývoj a aplikaci nových materiálů, analytické techniky, nanotechnologie a další. Výkonný výbor se skládá z předsedy, místopředsedy a tajemníka. Dále má komise čtyři podvýbory: Sub-commission on Mineralogy Applied to Building Materials (CAM-MABM – pro stavební materiály), Sub-commission on Cultural Heritage and Archaeological Materials (CAM-CHAM – pro kulturní dědictví a archeologii), Sub-commission on Advanced Ceramics and Glasses (CAM-ACG – pro keramiku a sklo) a Sub-commission on Geometallurgy (hutnictví).
  - Commission on Mineral Growth and Interface Processes (CMGIP) – Komise sdružuje odborníky na růst krystalů a vědce z dalších geologických oborů se zájmem o jevy spojené s krystalizací a rozpouštěním minerálů. Výsledkem spolupráce mají být nové techniky, které umožní sledování těchto jevů "in situ" (na místě) a které umožní lepší pochopení těchto procesů. Výkonný výbor se skládá z předsedy, místopředsedy a tajemníka.
  - Commission on New Minerals, Nomenclature & Classification (CNMNC)[2] – Vznikla v roce 2006 sloučením Commission on New Minerals and Mineral Names (CNMMN – Komise pro nové minerály a názvy minerálů) a Commission on Classification of Minerals (CCM – Komise pro klasifikaci minerálů). Hlavním posláním komise je zajistit, aby proběhly příslušné procedury před ohlášením nového minerálu, před jeho reklasifikací nebo změnou názvu. Koordinuje také postupy před zařazením minerálu do systému minerálů. Komise se skládá ze zástupců národních mineralogických asociací. Výkonný výbor se skládá z předsedy, dvou místopředsedů a tajemníka.
  - Commission on Physics of Minerals (CPM) – Komise se zabývá pořádáním seminářů, konferencí a publikační činností, které jsou zaměřené na využití moderních postupů fyziky pevných látek při zkoumání minerálů za různých teplot a tlaků. Výkonný výbor se skládá z předsedy, dvou místopředsedů a tajemníka.
  - Commission on Gem Materials (CCM) – Hlavním posláním komise je vytvoření Slovníku drahých materiálů (Glossary of Gem Materials), který sjednotí názvosloví používaná v různých zemích. Dále se zabývá novými přírodními materiály, jejich syntézou a novými způsoby opracování. Výkonný výbor se skládá z předsedy, místopředsedy a tajemníka.
  - Commission on Museums (CM)[3] – Komise byla založena v roce 1958 s cílem poskytnout celosvětové fórum pro diskusi o otázkách důležitých pro minerální sekce muzeí, podporovat spolupráci při řešení problémů a koordinovat informace a zdroje ve prospěch mezinárodní mineralogické komunity. V komisi má zástupce třicet zemí.
  - Ore Mineralogy (COM)

- Pracovní skupiny (Working Groups)
  - Inclusions in Minerals (WGIM)
  - Organic Minerals (WGOM)
  - Environmental Mineralogy and Geochemistry (WGEMG)
  - Mineral Equilibria (WGME)
  - Astromineralogy (WGA)

## Národní mineralogické společnosti sdružené v IMA
- Argentina: Asociacion Mineralogica Argentina
- Austrálie: Geological Society of Australia – Specialist Group of Geochemistry, Mineralogy and Petrology (SGGMP)
- Belgie: Union Minéralogique de Belgique (UMIBEL)
- Brazílie: Sociedade Brasileira de Geologia
- Bulharsko: Bulgarian Mineralogical Society (BMS)
- Čína: The Chinese Society of Mineralogy, Petrology and Geochemistry
- Česká republika: Česká geologická společnost
- Dánsko: Mineralogical Society of Denmark  Archivováno 26. 9. 2009 na Wayback Machine.
- Egypt: The Mineralogical Society of Egypt
- Finsko: Suomen mineraloginen seura r.y.
- Francie: Société Française de Minéralogie et de Cristallographie
- Chorvatsko: Hrvatsko Geološko Društvo
- Indie: Mineralogical Society of India
- Itálie: Società Italiana di Mineralogia e Petrologia
- Izrael: Israel Geological Society
- Japonsko: Japan Association of Mineral Sciences
- Jihoafrická republika: Mineralogical Association of South Africa (MINSA)
- Jižní Korea: Mineralogical Society of Korea
- Kanada: Mineralogical Association of Canada – Association minéralogique du Canada
- Maďarsko: Magyarhoni Földtani Tarsulat, Asvanytan- Geokémoai Szakosztaly
- Německo: Deutsche Mineralogische Gesellschaft
- Nizozemsko: Koninklijk Nederlands Geologisch Mijnbouwkundig Genootschap
- Norsko: Mineralogisk Gruppe av Norsk Geologisk Forening
- Nový Zéland: New Zealand Geochemical and Mineralogical Society
- Polsko: Polskie Towarzystwo Mineralogiczne
- Portugalsko: Sociedade Geologica de Portugal, Grupo de Mineralogia
- Rakousko: Österreichische Mineralogische Gesellschaft
- Rumunsko: Mineralogical Society of Romania
- Rusko: Российское минералогическое общество (PMO)  Archivováno 21. 8. 2016 na Wayback Machine.
- Řecko: Committee of Economic Geology, Mineralogy and Geochemistry, Geological Society of Greece
- Slovensko: Slovenská geologická spoločnosť
- Slovinsko: Slovensko Geološko Društvo (SGD)  Archivováno 6. 10. 2014 na Wayback Machine.
- Spojené státy americké: Mineralogical Society of America
- Španělsko: Sociedad Española de Mineralogía (SEM)
- Švédsko: Svenska Mineralogiska Sällskapet
- Švýcarsko: Schweizerische Mineral. und Petrographische Gesellschaft
- Ukrajina" Украïнське мiнералогiчне товариство
- Uzbekistán: Mineralogical Society of Uzbekistan
- Velká Británie: Mineralogical Society of Great Britain and Ireland